# La Terza Onda
La Terza Onda è stato un esperimento sociale per dimostrare l'attrattiva esercitata dal nazismo, messo in atto nella prima settimana di aprile del 1967 dal professore di storia Ron Jones agli studenti del secondo anno della Cubberley High School di Palo Alto, in California, come parte dello studio della Germania nazista nell'ambito del corso di storia contemporanea da lui tenuto.
Jones, che non era stato in grado di spiegare ai suoi studenti come la popolazione tedesca avesse potuto usare l'ignoranza come scusante dell'Olocausto, decise di far loro sperimentare di persona situazioni simili. Jones diede quindi vita a un movimento chiamato "The Third Wave" ("La Terza Onda") e convinse i suoi studenti che fosse necessaria l'eliminazione della democrazia. Il fatto che la democrazia ponga l'accento sull'individualità fu considerato come uno svantaggio della democrazia, e Jones, nel movimento, pose l'accento su questo punto principale con il motto "Forza attraverso la disciplina, forza attraverso l'unione, forza attraverso l'azione, forza attraverso l'orgoglio".
L'esperimento non è stato ben documentato. Dalle fonti coeve, l'esperimento è menzionato solo dal giornale studentesco della Cubberly High School, The Cubberley Catamount. Viene solo brevemente menzionato in due uscite del giornalino e uno o più numeri del giornale contengono articoli riguardanti questo esperimento, ma senza troppi dettagli. Il documento più dettagliato di questo esperimento è un articolo scritto dallo stesso Jones circa sei anni dopo. Esistono vari altri articoli riguardanti l'esperimento, ma sono stati scritti tutti molto tempo dopo.
Su questo fenomeno si sono basati lo special TV The Wave del 1981, il libro dello stesso anno The Wave di Todd Strasser e vari adattamenti teatrali. Anche il film tedesco Die Welle del 2008 di Dennis Gansel è stato tratto da questo esperimento. Nel 2010 Jones ha messo in piedi uno spettacolo teatrale musicale chiamato The Wave, scritto con alcuni degli studenti del corso. Si è ispirata a questo fenomeno anche la serie TV tedesca
Wir sind die Welle del 2019, di cui è produttore esecutivo lo stesso Gansel.

## Cronistoria
Jones scrive che iniziò il primo giorno dell'esperimento lunedì 3 aprile 1967 con cose semplici come il corretto modo di sedersi, addestrando gli studenti finché questi fossero in grado di arrivare dall'esterno della classe fino alle proprie sedie e prendere posizione nel modo corretto in meno di 30 secondi senza fare alcun rumore. Procedette quindi con una ferrea disciplina in classe, emergendo come una figura autoritaria e migliorando significativamente l'efficienza.
Nel secondo giorno organizzò le cose in modo da mescolare il suo corso di storia in un gruppo con un supremo senso della disciplina e della comunità. Jones diede nome al movimento "The Third Wave" (La Terza Onda) derivando questo dalla credenza comune che la terza in una serie di onde è l'ultima e la più larga. Jones creò un saluto simile a quello del regime nazista e ordinò ai membri della classe di salutarsi vicendevolmente in quel modo anche al di fuori della classe. Ognuno di loro si attenne a questo comando.
L'esperimento prese vita per conto suo, con studenti che da un po' tutta la scuola vi si univano: il terzo giorno la classe si allargò dagli iniziali 30 studenti a 43 partecipanti. Tutti gli studenti mostrarono un drastico miglioramento nelle loro abilità accademiche e una motivazione straordinaria. Ad ogni studente venne fornita una "card per i membri" e ad ognuno fu assegnato un compito speciale (come disegnare lo striscione del movimento, bloccare l'entrata ai non-membri, eccetera). Jones istruì gli studenti su come fare un'iniziazione ai nuovi membri, e per la fine del giorno il movimento aveva già oltre 200 partecipanti. Jones fu sorpreso quando alcuni degli studenti iniziarono a riferire a lui nel momento in cui altri membri fallivano nell'attenersi alle regole.
Giovedì, il quarto giorno dell'esperimento, Jones decise di porre fine al movimento perché ne stava perdendo il controllo. Gli studenti divennero incredibilmente coinvolti nel progetto e la loro disciplina e lealtà al progetto era sbalorditiva. Annunciò ai partecipanti che il movimento era solo una parte di un movimento a livello nazionale e che nel giorno seguente un candidato presidenziale del movimento ne avrebbe annunciato pubblicamente l'esistenza. Jones ordinò agli studenti di partecipare ad una manifestazione a mezzogiorno del venerdì per testimoniare all'annuncio.
Invece di un discorso televisivo del loro leader, agli studenti venne presentato un canale vuoto, con del cosiddetto "rumore". Dopo alcuni minuti di attesa, Jones annunciò che tutti loro avevano preso parte ad un esperimento sul nazismo e che tutti quanti avevano volontariamente creato un senso di superiorità che i cittadini tedeschi avevano nel periodo della Germania nazista. A quel punto il professore mostrò loro un film sul regime nazista. Quella fu la fine dell'esperimento.

## Alcune note sui tempi
Nel The Catamount, pubblicato venerdì 7 aprile 1967, si riporta di "strane cose accadute nelle classi di Mr. Jones" che sono menzionate senza ulteriori dettagli, il che conferma che il movimento era attivo, ma non ancora terminato, nella settimana che iniziava il 3 aprile 1967. Nel numero seguente, pubblicato il 21 aprile 1967, l'esperimento viene datato "due settimane fa", che pone l'esperimento nella prima settimana di aprile.

## Reazione
Nonostante le chiare implicazioni di questo studio sulla malleabilità delle giovani menti, che è di particolare interesse per la psicologia che cerca di comprendere e prevenire il suo abuso, poco è emerso sul tema. Ricercatori che si sono occupati dell'esperimento hanno avuto dei problemi nel reperire materiale dagli studenti che furono coinvolti. Quindi, quasi tutte le informazioni dettagliate sull'esperimento provengono dallo stesso Ron Jones. Un resoconto completo è stato dato da Ron Jones nell'edizione 1980 di The Next Whole Earth Catalog, alle pagine 374-377.
Lo scrittore Todd Strasser, sotto lo pseudonimo di Morton Rhue, scrisse nel 1981 un racconto per ragazzi sul tema, intitolato L'onda, che nello stesso anno è stato anche trasmesso come film per la televisione. Nel 2006 in Florida, in un corso di storia della scuola media tentò di ricreare l'esperimento con bambini ancora più giovani. Nel 2008 venne realizzato un film sull'argomento, L'onda di Dennis Gansel. In questa versione l'esperimento fu trasferito nella Germania degli anni 2000. Nel 2019 dal tema è stata tratta anche la serie televisiva Noi siamo l'onda, di cui è produttore esecutivo lo stesso Gansel.